# Resolutie 2384 Veiligheidsraad Verenigde Naties
Resolutie 2384 van de Veiligheidsraad van de Verenigde Naties werd op 7 november 2017 unaniem aangenomen door de VN-Veiligheidsraad. De resolutie verlengde de autorisatie voor de Europese vredesmacht in Bosnië en Herzegovina opnieuw met een jaar.

## Standpunten
De hoge vertegenwoordiger voor Bosnië en Herzegovina, Valentin Inzko, zei dat Bosnië en Herzegovina veel vooruitgang had geboekt met nieuwe staatsinstellingen, een eenheidsleger en een efficiënt belastingsysteem. Nu het land kandidaat-EU-lidstaat wilde worden, was een belangrijk moment aangebroken. Nationalisme en tegenkanting van het Verdrag van Dayton bedreigden nu die vooruitgang. Zo stelde men in de Servische Republiek de toekomst van het land in vraag, en betwistte men de autoriteit van de rechtbanken. De noodzakelijke hervormingen waren flink vertraagd. Doordat men het niet eens raakte over een etnische verdeelsleutel in het parlement, lag na de verkiezingen in 2018 een politieke crisis op de loer.
Rusland noemde het rapport van de hoge vertegenwoordiger niet objectief, en zei dat men de Bosnische Serven de schuld gaf van alle problemen. Volgens hen was er sprake van een diepe politieke crisis, veroorzaakt door een gebrekkige dialoog tussen de drie etnische groepen in Bosnië en Herzegovina. Ook vond men dat het "extern protectoraat" via het Kantoor van de Hoge Vertegenwoordiger achterhaald was en meer spanningen veroorzaakte. Rusland stelde dan ook – opnieuw – voor het te sluiten.
Andere landen riepen de verschillende groepen in Bosnië en Herzegovina op beter samen te werken, en steunden de hoge vertegenwoordiger.

## Achtergrond
In 1980 overleed de Joegoslavische leider Tito, die decennialang de bindende kracht was geweest tussen de zes deelstaten van het land. Na zijn dood kende het nationalisme een sterke opmars, en in 1991 verklaarden verschillende deelstaten zich onafhankelijk. Zo ook Bosnië en Herzegovina, waar in 1992 een burgeroorlog ontstond tussen de Bosniakken, Kroaten en Serviërs. Deze oorlog, waarbij etnische zuiveringen plaatsvonden, ging door tot in 1995 vrede werd gesloten. Hierop werd de NAVO-operatie IFOR gestuurd die de uitvoering ervan moest afdwingen. Die werd in 1996 vervangen door SFOR, die op zijn beurt in 2004 werd vervangen door de Europese operatie EUFOR Althea.

## Inhoud
De Europese Unie kreeg wederom toestemming om haar EUFOR Althea-missie in Bosnië en Herzegovina voort te zetten, om de militaire aspecten uit het Verdrag van Dayton uit te voeren. Ook de NAVO had een missie in het land, waarmee werd samengewerkt. Zij mochten onder meer de regels en procedures omtrent Bosnië en Herzegovina's luchtruim afdwingen, dat zij samen met Servië en Kroatië beheerden. Bosnië en Herzegovina had eind 2014 zijn eigen luchtverkeersleiding opgericht in Sarajevo. Deze organisatie beheert een stukje van het luchtruim, maar zou op termijn alles moeten overnemen.
Lijst ·  2337 ·  2338 ·  2339 ·  2340 ·  2341 ·  2342 ·  2343 ·  2344 ·  2345 ·  2346 ·  2347 ·  2348 ·  2349 ·  2350 ·  2351 ·  2352 ·  2353 ·  2354 ·  2355 ·  2356 ·  2357 ·  2358 ·  2359 ·  2360 ·  2361 ·  2362 ·  2363 ·  2364 ·  2365 ·  2366 ·  2367 ·  2368 ·  2369 ·  2370 ·  2371 ·  2372 ·  2373 ·  2374 ·  2375 ·  2376 ·  2377 ·  2378 ·  2379 ·  2380 ·  2381 ·  2382 ·  2383 ·  2384 ·  2385 ·  2386 ·  2387 ·  2388 ·  2389 ·  2390 ·  2391 ·  2392 ·  2393 ·  2394 ·  2395 ·  2396 ·  2397